# Mabel Rodríguez Rivero
Mabel Rodriguez Rivero, abans Maria Isabel Rodriguez Rivero (Sabadell, 1989), és una sociòloga i activista catalana. Antic membre de Pirates de Catalunya i d'Esquerra Republicana de Catalunya, formà part de la candidatura de Front Republicà de cara a les eleccions generals espanyoles d'abril de 2019, ocupant el segon lloc de la llista en la circumscripció de Barcelona.
Sociòloga i comunicadora de formació, fou una de les cares visibles de Pirates de Catalunya, d'on va sortir arran de denunciar "discriminacions masclistes". Ha participat en el moviment independentista com a sòcia de l'Assemblea Nacional Catalana i d'Òmnium Cultural. A més, ha liderat la Comissió de Feminismes del Comitè de Defensa de la República de Sabadell.
Va formar part de la candidatura de la Candidatura d'Unitat Popular - Crida Constituent en les eleccions al Parlament de Catalunya de 2017 com a número 38 per la circumscripció de Barcelona. A les eleccions espanyoles de 2019, anà com a número 2 d'Albano Dante Fachin també per Barcelona, després de ser elegida com a número u de la seva formació. A més, tancava la candidatura de Pirates de Catalunya en les eleccions al Parlament Europeu de 2019.
Activista contra l'estigma de la salut mental, ha participat en diverses campanyes de sensibilització arran de la seva experiència amb la depressió. També és l'autora del llibre Punt i coma: lluitant contra la depressió, autopublicat gràcies a una campanya de micromecenatge.